# Emil Rothe
Emil Carl Rothe (Chicago, 26 febbraio 1884 – Chicago, 24 febbraio 1966) è stato un ginnasta e multiplista statunitense.

## Carriera
Rothe partecipò ai Giochi olimpici di Saint Louis 1904 nelle gare di triathlon e ginnastica. Giunse nono nel concorso a squadre, ventisettesimo nel concorso generale individuale, cinquantaduesimo nel triathlon e ventiseiesimo nel concorso a tre eventi.